# Raión de Zalischyky
Zalíschyky (en ucraniano: Заліщицький район) fue un raión o distrito de Ucrania en el óblast de Ternopil. En la reforma territorial de 2020, su territorio fue incluido en el raión de Chortkiv.
Comprendía una superficie de 684 km².
La capital era la ciudad de Zalíshchyky.

## Demografía
Según estimación 2010, contaba con una población total de 48947 habitantes.

## Otros datos
El código KOATUU es 6122000000. El código postal 48600 y el prefijo telefónico +380 3554.